# Spelaeoniscus debrugei
Spelaeoniscus debrugei är en kräftdjursart som beskrevs av Emil Racoviţă1907. Spelaeoniscus debrugei ingår i släktet Spelaeoniscus och familjen Spelaeoniscidae. Inga underarter finns listade i Catalogue of Life.